# 春日市
春日市（かすがし）は、福岡県中西部の筑紫地域に位置する市である。

## 地理・市勢

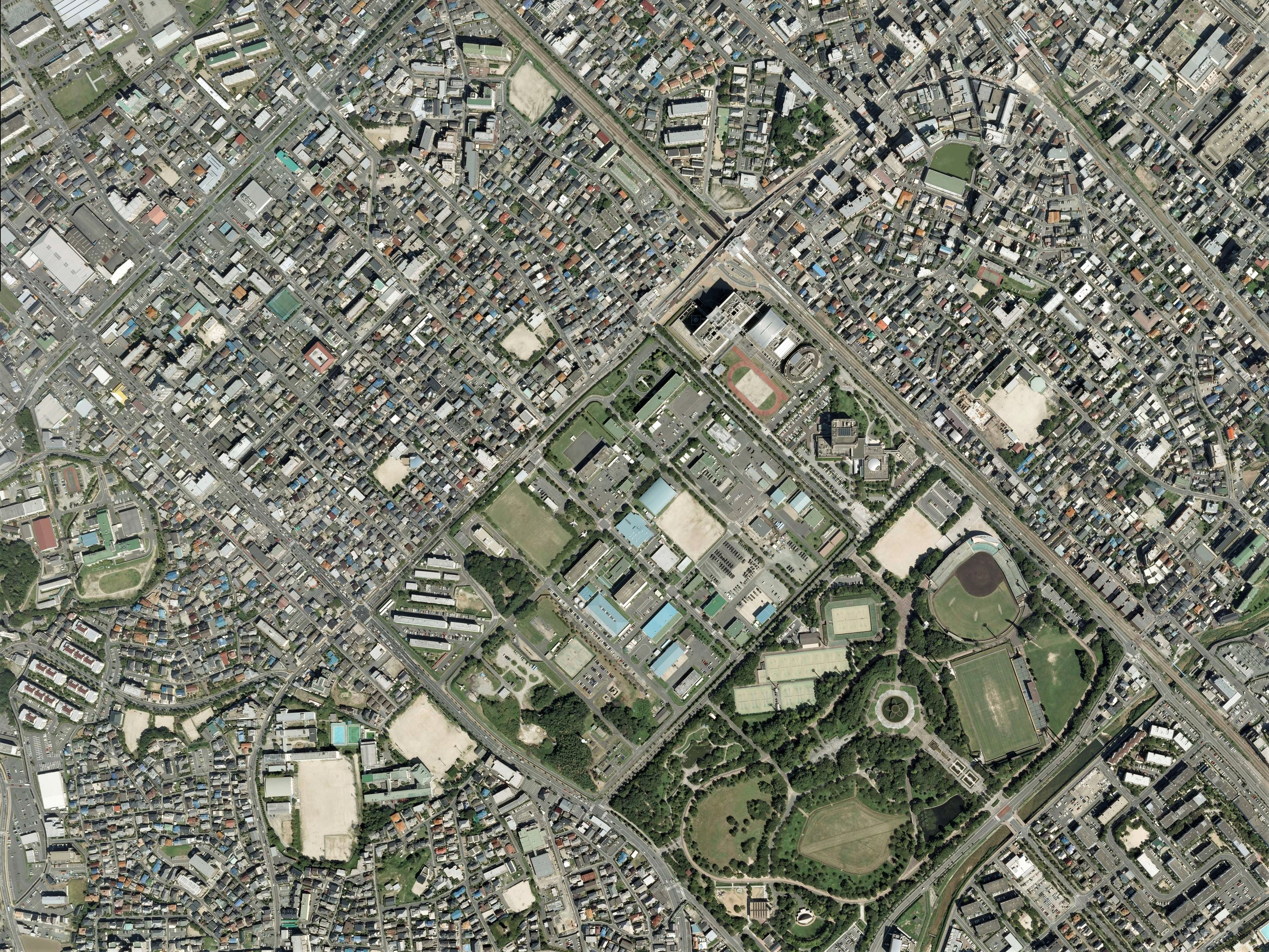
春日市中心部周辺の空中写真。
2007年9月20日撮影の2枚を合成作成。。

福岡市の南東に隣接しており、福岡都市圏の一角を成している。市域から福岡市の中心市街地までは10km程度の距離であり、福岡市の発展に伴いベッドタウンとして都市化が進んだ。
人口は2020年時点で福岡市・北九州市・久留米市・飯塚市に次ぎ県内5位であり、11万人を超えている。また人口密度は県内および九州の自治体で最大であり、首都圏と近畿圏を除くと那覇市に次ぐ2位で、名古屋市を上回る。
早くから民間へのアウトソーシング等の行政改革が進んでおり、人口1,000人当たりの職員数は、全国の市町村の中で最も少ない。
市域の一角を牛頸川の流れが貫いている。
なお、戦中に旧日本軍の施設が設置されていたこともあり、戦後すぐには在日米軍基地も設置され、現在でも自衛隊の施設が多い。

### 隣接している自治体・行政区
- 福岡市（博多区、南区）
- 大野城市　※春日市役所と大野城市役所との距離は1km弱である。
- 那珂川市

### 地名
春日村・春日町発足時点で5大字があったが、1950年代以降順次町名設置が行われた。町の大半では地番整理を実施しているが、近隣する福岡市や大野城市等とは異なり住居表示は実施されておらず、地番のみの表記であり、街区符号は存在しない（春日市○○一丁目1番地と表記する）。そのため、町丁数が多くなる傾向にある。街区表示板は設置されているが、街区符号を持たないため「春日市 ○○町X丁目」とだけ表記し、各戸に「○○町X丁目 100」などという表示板を設置している。
- 春日
- 上白水
- 下白水
- 小倉
- 須玖
- 岡本町一丁目 - 五丁目（1957年、小倉・須玖より発足。1986年、岡本となり消滅）
- 春日原北町一丁目 - 五丁目（1957年、春日より発足）
- 春日原東町一丁目 - 四丁目（1957年、春日より発足）
- 春日原南町一丁目 - 四丁目（1957年、春日より発足）
- 坂口町一丁目・二丁目（1957年、小倉・須玖より発足。後に小倉となり消滅。なお、西鉄バス停留所「坂口町一丁目」[1]として当地名は残存している。）
- 神明町一丁目 - 三丁目（1957年、小倉・須玖より発足。1981年、岡本となり消滅)
- 宝町一丁目 - 四丁目（1957年、小倉より発足）
- 千歳町一丁目 - 三丁目（1957年、小倉・春日より発足）
- 伯玄町一丁目 - 二丁目（1957年、小倉より発足。1982年、一丁目が若葉台西となり消滅）
- 原町一丁目 - 三丁目（1957年、小倉・春日より発足）
- 光町一丁目 - 三丁目（1957年、下白水・春日より発足）
- 日の出町一丁目 - 七丁目（一丁目 - 五丁目は1957年、須玖・小倉より発足。六丁目・七丁目は1983年、須玖より発足）
- 大和町一丁目 - 五丁目（1957年、小倉・須玖より発足）
- 赤井手一丁目 - 二丁目（1979年、小倉より発足。のちに弥生となり消滅）
- 一の谷一丁目 - 六丁目（1980年、上白水・下白水より発足）
- 塚原台一丁目 - 三丁目（1980年、春日より発足）
- ちくし台一丁目 - 五丁目（1981年、春日・小倉より発足）
- 若葉台西一丁目 - 七丁目（一丁目 - 六丁目が1982年に、後に七丁目〈年不詳〉が、春日・小倉・伯玄町一丁目より発足)
- 春日公園一丁目 - 八丁目（一丁目 - 六丁目は1983年、七丁目・八丁目は1986年、春日より発足）
- 桜ヶ丘一丁目 - 八丁目（1983年、須玖より発足）
- 若葉台東一丁目 - 五丁目（1983年、春日・小倉より発足）
- 泉一丁目 - 四丁目（1984年、下白水より発足。1964年 - 1984年は、通称地名として東弥永・西弥永も併用）
- 紅葉ヶ丘西一丁目 - 七丁目（三丁目・四丁目以外は1984年、後に三丁目・四丁目〈年不詳〉も春日・小倉より発足）
- 大谷一丁目 - 九丁目（一丁目 - 八丁目は1985年、後に九丁目も1992年春日・小倉より発足）
- 松ヶ丘一丁目 - 六丁目（1985年、下白水より発足。第一次入居は1977年２月より）
- 紅葉ヶ丘東一丁目 - 十丁目（一丁目 - 六丁目と八丁目は1985年、後に七丁目・九丁目・十丁目〈年不詳〉も春日より発足）
- 岡本一丁目 - 七丁目（1986年、岡本町・神明町・小倉・須玖より発足）
- 春日一丁目 - 十丁目（春日より発足。年不詳）
- 小倉一丁目 - 七丁目（小倉・坂口町より発足。年不詳）
- 小倉東一丁目 - 二丁目（小倉より発足。年不詳）
- 下白水北一丁目 - 七丁目（1998年、下白水より発足）
- 白水ヶ丘一丁目 - 六丁目（上白水より発足。四丁目 - 六丁目は2007年発足）
- 須玖南丁一丁目 - 八丁目（須玖より発足。年不詳）
- 須玖北一丁目 - 九丁目（須玖より発足。年不詳）
- 惣利一丁目 - 六丁目（春日・下白水より発足。年不詳）
- 昇町一丁目 - 八丁目（下白水・小倉・須玖より発足。年不詳）
- 平田台一丁目 - 六丁目（一丁目 - 五丁目は春日・下白水より発足。年不詳。六丁目は2006年発足）
- 弥生一丁目 - 七丁目（小倉・須玖・赤井手より発足。年不詳）
- 下白水南一丁目 - 七丁目（1998年、下白水・上白水より発足、２、３、４、５の一部が上白水より境界変更）
- 大土居一丁目 - 三丁目（2000年、春日・下白水より発足）
- 白水池一丁目 - 三丁目（2002年、上白水より発足）
- 天神山一丁目 - 七丁目（2003年、上白水・二丁目の一部下白水数件より発足）
- 上白水一丁目 - 十丁目（一丁目 - 六丁目は2005年、七丁目 - 十丁目は2006年に上白水より発足）
- 星見ヶ丘一丁目 - 六丁目（二丁目 - 四丁目は2011年、一丁目は2012年に上白水・下白水より発足）
- 南大利一丁目（2008年、平田台より発足。2011年、大野城市に編入され消滅）

## 歴史
弥生時代中期には奴国の中心部が春日市内にあったといわれ、市北部の須玖（すぐ）地区では奴国にまつわるとされる遺跡が数多く発見されている。また市西部では古墳時代の遺跡も発掘された。
市の名称は市内にある春日神社に由来する。春日神社は奈良時代、藤原氏の手により奈良の春日大明神を迎え入れ創建されたといわれている。
「春日」の地名は古くは「霞処（かすが）」と書き、「ハルヒ（春日）がかすむ」と言う枕詞から「春日（はるひ）」が「かすが」と読まれるようになったといわれる。

### 近現代
- 1889年4月1日：町村制の施行により、那珂郡春日村、上白水村、下白水村、小倉村及び須玖村の区域をもって、那珂郡春日村が発足する。
- 1896年4月1日：郡制の施行により、那珂郡、席田郡（むしろだ ぐん）及び御笠郡の区域をもって、筑紫郡が発足することにより、筑紫郡春日村となる[2]。
- 1932年：春日原競馬場が開場。
- 1938年：春日原競馬場で販売された焼餅による食中毒で15人以上が死亡。原因は亜ヒ酸の誤混入[3]。同年競馬場閉鎖。
- 1953年1月1日：町制施行して、筑紫郡春日町となる。
- 1957年（時期不詳）：福岡市及び筑紫郡春日町の区域の境界を変更して、大字小倉の区域の一部及び大字須玖の区域の一部を福岡市に編入する。
- 1972年4月1日：市制施行。春日市となる。
- 1998年1月1日：福岡市及び春日市の区域の境界を変更する。
- 2005年3月20日：午前10時53分、福岡県西方沖地震が発生。春日市では震度5強を観測した。
- 2007年1月1日：大野城市及び春日市の区域の境界を変更する。
- 2011年3月1日：大野城市及び春日市の区域の境界を変更する。

隣接する大野城市とともに市町村制実施以来一度も合併を経験していない（但し、境界変更は経験している）。

## 行政

### 市長
- 井上澄和（7期、1999年5月1日就任）

| 代                               | 氏名       | 就任日       | 退任日        | 備考                       |
| 春日町長                         | 春日町長   | 春日町長     | 春日町長      | 春日町長                   |
| -------------------------------- | ---------- | ------------ | ------------- | -------------------------- |
|                                  | 柴田大次郎 | 1971年5月1日 | 1972年3月31日 |                            |
| 春日市長（1972年4月1日市制施行） |            |              |               |                            |
| 初                               | 柴田大次郎 | 1971年5月1日 | 1975年4月30日 | 市制施行に伴い市長となる。 |
| 2-4                              | 亀谷長榮   | 1975年5月1日 | 1987年4月30日 |                            |
| 5-7                              | 白水清幸   | 1987年5月1日 | 1999年4月30日 |                            |
| 8-14                             | 井上澄和   | 1999年5月1日 | 現職          |                            |

### 国関連施設
- 防衛省航空自衛隊春日基地（西部航空方面隊司令部）
- 防衛省陸上自衛隊福岡駐屯地（第4師団司令部）・春日駐屯地（自衛隊福岡病院）

### 公共職業安定所
- 福岡南公共職業安定所（ハローワーク福岡南）

### 県関連施設
- クローバープラザ - 福岡県地域福祉財団が運営。
  - 福岡県総合福祉センター
  - 福岡県男女共同参画センター（あすばる）
  - 福岡県人権啓発情報センター（ヒューマン・アルカディア）
- (財)福岡県公園管理センター・春日事務所
  - 県営春日公園野球場

### 警察署・交番

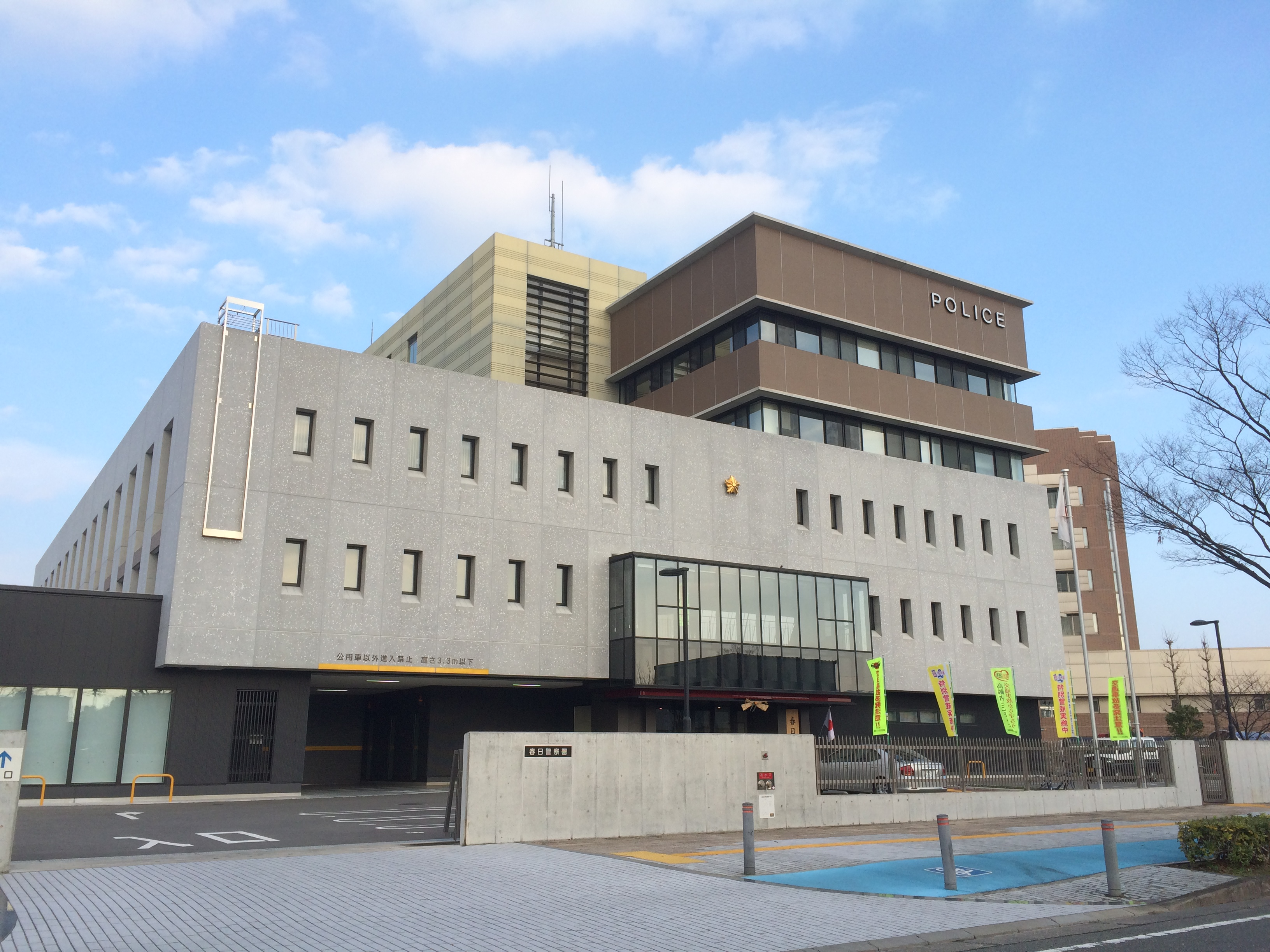
春日警察署

- 福岡県警察春日警察署
  - 春日原交番
  - 春日南交番
  - 下白水交番

### 消防
- 春日大野城那珂川消防本部
  - 北出張所

## 議会

### 市議会
- 定数：20人
- 任期：2023年5月1日 - 2027年4月30日

### 県議会
- 選挙区：春日市選挙区
- 定数：２人
- 任期：2023年4月30日 - 2027年4月29日
- 投票日：2023年4月9日
- 当日有権者数：89,034人
- 投票率：35.41％

| 候補者名   | 当落 | 年齢 | 所属党派   | 新旧別 | 得票数   |
| ---------- | ---- | ---- | ---------- | ------ | -------- |
| 室屋美香   | 当   | 50   | 立憲民主党 | 新     | 10,720票 |
| 中牟田伸二 | 当   | 65   | 自由民主党 | 現     | 10,677票 |
| 松尾嘉三   | 落   | 54   | 自由民主党 | 現     | 9,437票  |

### 衆議院
- 選挙区：福岡5区（福岡市南区（弥永・弥永西・老司・鶴田の各投票区）、筑紫野市、春日市、大野城市、太宰府市、朝倉市、筑紫郡、朝倉郡）
- 投票日：2021年10月31日
- 当日有権者数：454,493人
- 投票率：54.52％

| 当落 | 候補者名 | 年齢 | 所属党派   | 新旧別 | 得票数    | 重複 |
| ---- | -------- | ---- | ---------- | ------ | --------- | ---- |
| 当   | 堤かなめ | 61   | 立憲民主党 | 新     | 125,315票 | ○    |
|      | 原田義昭 | 77   | 自由民主党 | 前     | 110,706票 |      |

## 産業

### ショッピングセンター
- アクロスモール春日

### マスメディア
- NHK春日ラジオ放送所
- ケーブルステーション福岡

## 姉妹都市・提携都市

### 日本国内
提携都市
- 春日井市（愛知県）
2012年（平成24年）8月7日 災害時相互応援協定締結

## 地域

### 人口
近年人口の増加が著しかったが、2010年の国勢調査では前回より1604人減少（増加率は-1.48%）と、人口減少に転じた。しかし、その後は増加傾向にある。
| |                                        |  |
| 春日市と全国の年齢別人口分布（2005年） | 春日市の年齢・男女別人口分布（2005年） |  |
| ■紫色 ― 春日市 ■緑色 ― 日本全国 | ■青色 ― 男性 ■赤色 ― 女性              |  |
| 春日市（に相当する地域）の人口の推移 \| 1970年（昭和45年） \| 41,599人 \| \| \| 1975年（昭和50年） \| 55,160人 \| \| \| 1980年（昭和55年） \| 65,838人 \| \| \| 1985年（昭和60年） \| 75,555人 \| \| \| 1990年（平成2年） \| 88,699人 \| \| \| 1995年（平成7年） \| 99,206人 \| \| \| 2000年（平成12年） \| 105,219人 \| \| \| 2005年（平成17年） \| 108,402人 \| \| \| 2010年（平成22年） \| 106,780人 \| \| \| 2015年（平成27年） \| 110,743人 \| \| \| 2020年（令和2年） \| 111,023人 \| \| |                                        |  |
| 総務省統計局 国勢調査より |                                        |  |
| 1970年（昭和45年） | 41,599人                               |  |
| 1975年（昭和50年） | 55,160人                               |  |
| 1980年（昭和55年） | 65,838人                               |  |
| 1985年（昭和60年） | 75,555人                               |  |
| 1990年（平成2年） | 88,699人                               |  |
| 1995年（平成7年） | 99,206人                               |  |
| 2000年（平成12年） | 105,219人                              |  |
| 2005年（平成17年） | 108,402人                              |  |
| 2010年（平成22年） | 106,780人                              |  |
| 2015年（平成27年） | 110,743人                              |  |
| 2020年（令和2年） | 111,023人                              |  |

### 教育

#### 大学・短期大学
- 九州大学筑紫キャンパス（一部敷地は隣の大野城市にまたがる）
- 精華女子短期大学（敷地の一部が春日市）

#### 高等学校
- 福岡県立春日高等学校

#### 中学校
市立
- 春日市立春日中学校
- 春日市立春日野中学校
- 春日市立春日東中学校
- 春日市立春日西中学校
- 春日市立春日南中学校
- 春日市立春日北中学校

#### 小学校
市立
- 春日市立春日小学校
- 春日市立春日原小学校
- 春日市立春日野小学校
- 春日市立春日東小学校
- 春日市立春日西小学校
- 春日市立春日南小学校
- 春日市立春日北小学校
- 春日市立日の出小学校
- 春日市立須玖小学校
- 春日市立天神山小学校
- 春日市立大谷小学校
- 春日市立白水小学校

### 医療
- 福岡徳洲会病院
- 自衛隊福岡病院

## 交通

### 空港
福岡空港が最寄り（ただし福岡空港と春日市を直接結ぶ公共交通機関はない）。

### 鉄道
- 西日本鉄道（西鉄）
  - 天神大牟田線：春日原駅
    - このほか井尻駅（福岡市南区）、桜並木駅（福岡市博多区）、白木原駅（大野城市）も近い。
- 九州旅客鉄道（JR九州）
  - 鹿児島本線：春日駅
    - このほか笹原駅、南福岡駅（いずれも福岡市博多区）、大野城駅（大野城市）も近い。
- 西日本旅客鉄道（JR西日本）
  - 博多南線：博多南駅

市の中心駅は西鉄春日原駅。市役所は西鉄春日原駅とJR春日駅から徒歩圏にあるが、JR春日駅のほうが近い。博多南駅は市域西端部の那珂川市との市境部にあり駅前は那珂川市域となる。

### 路線バス
- 西鉄バス - 西日本鉄道本体が運行する路線と、子会社の西鉄バス二日市が運行する路線がある。1桁番号の路線は春日市内を結ぶ路線で末端部の一部が那珂川市域や大野城市域にかかっている。2桁番号の路線は福岡市と春日市を結ぶ路線。
  - 1：西鉄春日原駅 - JR春日駅 - 光町三丁目 - ちくし台 - 大土居 - 惣利南口 - 月の浦営業所
  - 2：西鉄春日原駅 - JR春日駅 - 光町三丁目 - ちくし台 - 大土居 - 天神山 - 博多南駅
  - 6：西鉄春日原駅 - JR春日駅 - 光町三丁目 - 春日 - 畑ヶ坂 - 月の浦営業所
  - 42：西鉄大橋駅 - 香蘭短大 - 井尻 - 御陵 - 須玖 - 福岡女学院 - 昇町 - 博多南駅・大土居・天神山・月の浦営業所
  - 45：博多BT - 那珂五丁目 - 笹原 - 井尻駅 - 御陵 - 須玖 - 福岡女学院 - 昇町 - 宝町 - JR南福岡駅 - 桜並木駅
  - 45-1：福岡徳洲会病院 - 須玖 - 福岡女学院 - 昇町 - 宝町 - JR南福岡駅 - 桜並木駅
  - 46：福岡市中心部 - 井尻 - 福岡女学院・福岡徳洲会病院・精華女子短大・桜並木駅 ※春日市内を通る便は平日1往復のみの運行
  - 49：西鉄大橋駅 - 香蘭短大 - 横手 - 弥永団地 - 泉 - 博多南駅
- コミュニティバス「やよい」 - 春日市内各地を運行するコミュニティバス。西鉄バス二日市に運行委託。

### 道路

#### 高速道路
福岡都市高速道路環状線（5号線）が市北部を通るが、北端を200mほどかすめるのみであり、出入口もない。
高速自動車国道の最寄りインターチェンジは九州自動車道太宰府インターチェンジ。

#### 一般国道
- 国道202号福岡外環状道路 - 福岡都市高速道路北端を200mほどかすめるのみである

#### 主要地方道
- 福岡県道31号福岡筑紫野線 - 地元では「5号線」と呼ばれる
- 福岡県道49号大野城二丈線
- 福岡県道56号福岡早良大野城線

#### 一般県道
- 福岡県道505号板付牛頸筑紫野線
- 福岡県道577号片縄下白水線
- 福岡県道580号那珂川大野城線

## 名所・旧跡・観光スポット・祭事・催事

### 観光スポット

#### 春日公園とお宮の道
市教育委員会が周遊コースとして『春日公園とお宮の道』を提唱している。含まれる事物は以下。
- 福岡県営春日公園 - 様々な施設が置かれた県営による広大な公園。
- 春日神社 - 市名の由来といわれる神社。
- 三郎天神 - 春日神社からわずか東南にある、春日神社の末社のひとつ。
- 九郎天神 - 春日神社のほど近く東方、牛頸川に架かる御潮井橋の西のたもとにある、春日神社の末社のひとつ。
- 地禄天神 - 春日神社のほど近く北方、牛頸川に架かる春日橋付近の西の一角にある、春日神社の末社のひとつ。
- 上の地蔵 - 春日神社から南方約100m地点にある地蔵。
- 下の地蔵 - 春の社通り（春日神社の東脇の道）の西脇にある、イボ取りに効験のあるという地蔵。
- 奈良松山 - 元宮公園の南方の雑木林。一角に『ミソ石』という史跡がある。

#### 奴国ロマンとナギの道
『春日公園とお宮の道』に同じく、市教育委員会が提唱する周遊コースである。弥生時代の遺跡を中心とする。
- 奴国の丘歴史公園
- 熊野神社 - 伊弉諾命と伊弉冉命を祀る。
- 老松神社（上の宮）
- 老松神社（中の宮）
- 地禄天神
- 須玖岡本遺跡（国の史跡）

#### その他

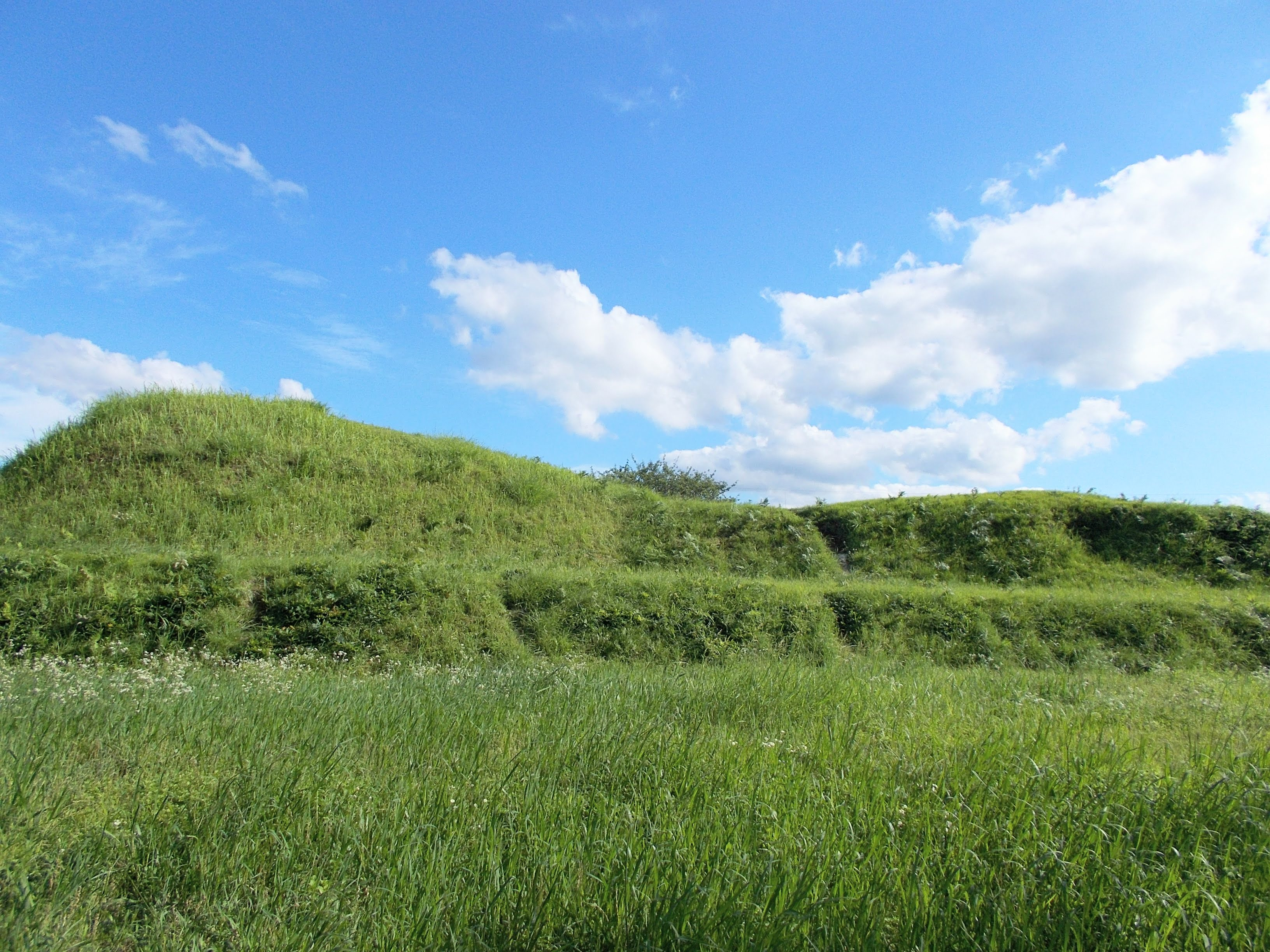
日拝塚古墳

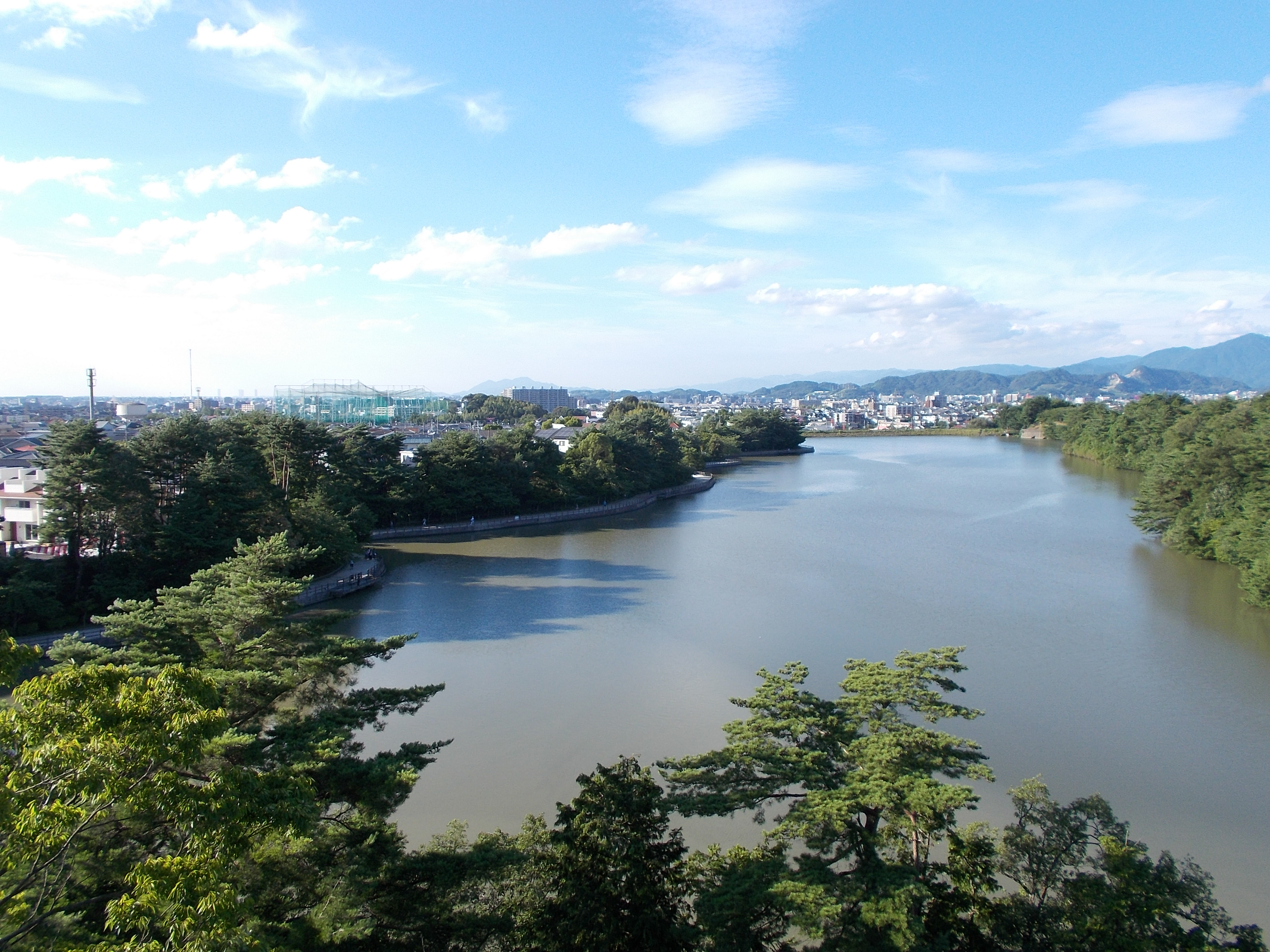
白水大池公園

- 奴国の丘歴史資料館
- 筑紫楽所
- 水城寺
- 日拝塚古墳（国の史跡）
- 白水大池公園

#### 文化財
- 白水大池の樋（上白水・下白水）
- 九州飛行機株式会社雑餉隈工場跡（大和町四丁目）
- 白川伯王益寿稲荷神社（須玖北八丁目）
- 西鉄天神大牟田線高架橋（桜ヶ丘七丁目）

### 催事
- 牛の舌餅（10月）
- 春日あんどん祭り（10月）
- ドンカン祭り（7月）
- 盆綱引き（7月）
- 婿押し祭り（1月）
- 嫁ごの尻たたき（1月）
- 陸上自衛隊福岡駐屯地盆踊りフェスタ（8月）

## 著名な出身者
- 安岡信一（アーティスト）
- 琴春日桂吾（元大相撲力士）
- 杉内俊哉（元プロ野球選手） - 当市生まれ、育ちは大野城市
- 高山梨香（元テレビ西日本アナウンサー）
- 手嶌葵（歌手）
- 永池恭男（元プロ野球選手）
- 秀島大介（元柔道選手）
- 吉竹春樹（元プロ野球選手）
- 植村友紀（ラジオパーソナリティー、ローカルタレント）
- 岩淵紗貴（ポップバンドMOSHIMOヴォーカル）
- 一瀬貴之（ポップバンドMOSHIMOギター）
- 吉弘翔（広島ホームテレビアナウンサー）
- 井上澄和（春日市長）
- DJまる（YouTuber、レペゼン地球）
- 三遊亭花金（落語家）
- 相川英輔（作家）
- しあ（MC）
- 藪内あゆみ（女子ラグビー選手）
- 内田恵里花（サックス奏者）
- 河野万里奈（歌手）
- 下田文代（RKB毎日放送アナウンサー）